# Olympische Winterspiele 1972/Teilnehmer (Jugoslawien)
| Gelbes Symbol für Goldmedaillen mit stilisierten Olympischen Ringen | Graues Symbol für Silbermedaillen mit stilisierten Olympischen Ringen | Braundes Symbol für Bronzemedaillen mit stilisierten Olympischen Ringen |
| ------------------------------------------------------------------- | --------------------------------------------------------------------- | ----------------------------------------------------------------------- |
| —                                                                   | —                                                                     | —                                                                       |

Jugoslawien nahm an den Olympischen Winterspielen 1972 im japanischen Sapporo mit einer Delegation von 26 Männern teil.
Seit 1924 war es die neunte Teilnahme Jugoslawiens an Olympischen Winterspielen.

## Teilnehmer nach Sportarten

### Ski Alpin
Herren:
- Marko Kavčič
Riesenslalom: 31. Platz – 3:25,09 min
Slalom: DSQ

### Eishockey
Herren: 11. Platz
| - Božidar Beravs - Slavko Beravs - Albin Felc - Anton Jože Gale - Gorazd Hiti - Rudi Hiti - Ivo Jan - Bogo Jan - Rudi Knez - Bojan Kumar | - Silvo Poljanšek - Janez Puterle - Ivo Ratej - Viktor Ravnik - Boris Renaud - Drago Savić - Štefan Seme - Roman Smolej - Viktor Tišler - Franci Žbontar |

### Ski Nordisch

#### Skispringen
- Marjan Mesec
Normalschanze: 37. Platz – 195,4 Punkte
Großschanze: 37. Platz – 162,5 Punkte
- Danilo Pudgar
Normalschanze: 27. Platz – 204,7 Punkte
Großschanze: 8. Platz – 206,0 Punkte
- Drago Pudgar
Normalschanze: 35. Platz – 197,1 Punkte
Großschanze: 23. Platz – 179,7 Punkte
- Peter Štefančič
Normalschanze: 10. Platz – 218,1 Punkte
Großschanze: 48. Platz – 145,2 Punkte

#### Nordische Kombination
- Janez Gorjanc
Einzel (Normalschanze / 15 km): 32. Platz

## Weblink
- Jugoslawische Olympiamannschaft 1972 in der Datenbank von Sports-Reference (englisch; archiviert vom Original)